# Spilichneumon johansoni
Spilichneumon johansoni är en stekelart som först beskrevs av Holmgren 1871.  Spilichneumon johansoni ingår i släktet Spilichneumon och familjen brokparasitsteklar. Arten är reproducerande i Sverige. Utöver nominatformen finns också underarten S. j. satoi.